# یواس‌اس تنسی (ای‌سی‌آر-۱۰)
یواس‌اس تنسی (ای‌سی‌آر-۱۰) (به انگلیسی: USS Tennessee (ACR-10)) یک کشتی بود که طول آن ۵۰۴ فوت ۵ اینچ (۱۵۳٫۷۵ متر) بود. این کشتی در سال ۱۹۰۴ ساخته شد.